# Anthurium microphyllum
Anthurium microphyllum là một loài thực vật có hoa trong họ Ráy (Araceae). Loài này được (Raf.) G.Don miêu tả khoa học đầu tiên năm 1839.